# Eilema uniola
Eilema uniola là một loài bướm đêm thuộc phân họ Arctiinae, họ Erebidae. Nó được tìm thấy ở Tây Ban Nha, Bồ Đào Nha, Pháp và Ý.
Ấu trùng ăn địa y.

## Hình ảnh

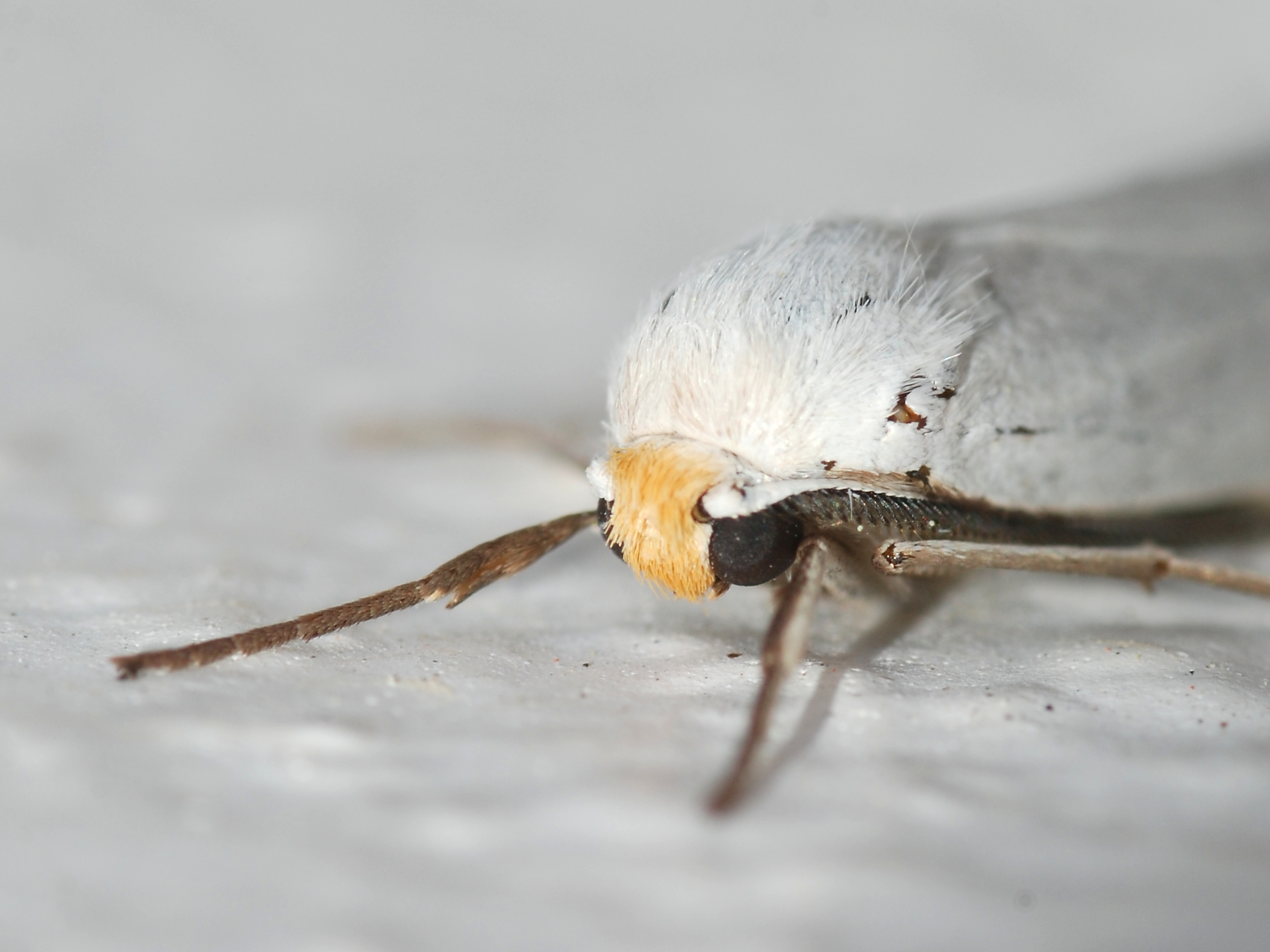
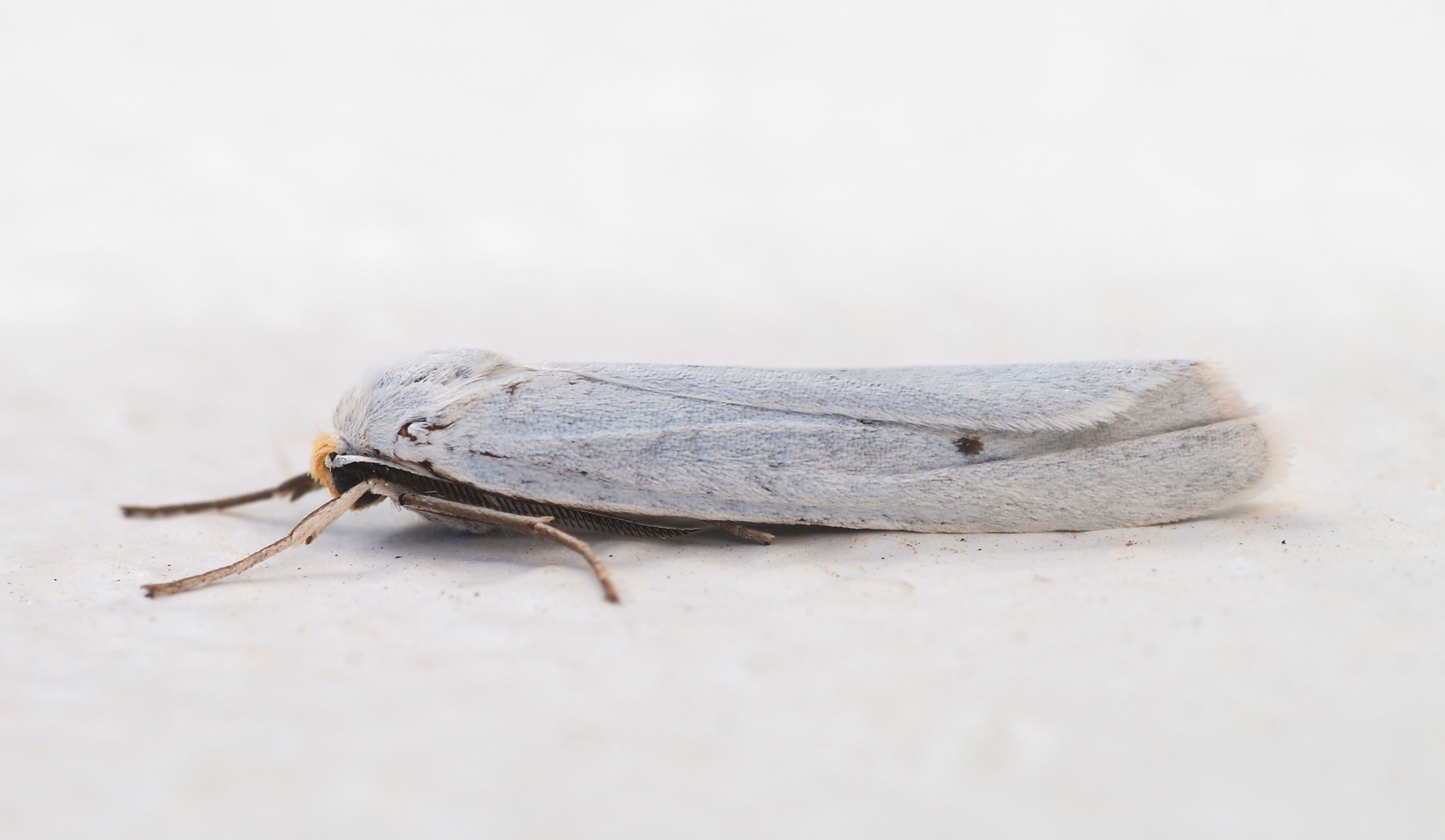